# Raúl Asencio del Rosario
Raúl Asencio del Rosario (Las Palmas de Gran Canaria, 13 de febrero de 2003) es un futbolista español que juega de defensa en el Real Madrid C. F. de la Primera División de España.

## Trayectoria
Nacido en Las Palmas de Gran Canaria, es un futbolista formado en las categorías inferiores de la U. D. Las Palmas desde 2012 a 2017, y previamente en el Veteranos del Pilar de la capital grancanaria y con catorce años ingresó en el cadete del Real Madrid C. F.  Fue quemando etapas en el conjunto blanco y en la temporada 2022-23, formó parte del RSC Internacional F. C., futuro segundo filial madridista, de la Tercera Federación, donde disputó 33 partidos.
En la temporada 2023-24, fue confirmado como jugador del Real Madrid Castilla Club de Fútbol de la Primera Federación. El día 9 de noviembre de 2024 debutó con el Real Madrid sustituyendo a Eder Militao después de su lesión contra el Osasuna, dando una asistencia a Jude Bellinghan para darle la ventaja a su equipo 2-0. El día 24 de noviembre de ese mismo año jugaría su primer encuentro como titular, teniendo una destacada actuación en la victoria del Real Madrid en Leganés por 0-3.

## Selección
El 14 de marzo de 2025 fue convocado por primera vez con la Selección de España, para el partido de cuartos de final de la Liga de las Naciones contra Países Bajos.

## Controversias

### Procesado por difusión de vídeo sexual
En septiembre de 2023, Asencio y otros tres jugadores del Real Madrid Castilla C. F. y el Real Madrid C. F. "C", Ferran Ruiz, Juan Rodríguez y Andrés García, fueron detenidos por acusaciones de que dos de los jugadores habían grabado y difundido un vídeo sexual que involucraba a una mujer adulta y a una menor que no había dado su consentimiento para la grabación. Se alegó que Asencio accedió al vídeo y lo difundió a otra persona.
En enero de 2025, el sitio web deportivo español Relevo informó que Asencio ya no estaba bajo investigación en el caso. Sin embargo, en febrero de 2025, un tribunal de Gran Canaria rechazó un recurso de los abogados de Asencio para poner fin a la investigación. Asencio sigue acusado de cargos de pornografía infantil.
En mayo de 2025, El Juzgado de Instrucción número 3 de San Bartolomé de Tirajana notificó que finalizada la investigación abría un proceso penal contra él y los 3 canteranos por pedofilia.

## Estadísticas

### Clubes
Actualizado al último partido disputado el 24 de mayo de 2025.
| Club                                | Div.          | Temporada     | Liga  | Liga  | Liga   | Copas nacionales | Copas nacionales | Copas nacionales | Copas internacionales | Copas internacionales | Copas internacionales | Total | Total | Total  |
| Club                                | Div.          | Temporada     | Part. | Goles | Asist. | Part.            | Goles            | Asist.           | Part.                 | Goles                 | Asist.                | Part. | Goles | Asist. |
| ----------------------------------- | ------------- | ------------- | ----- | ----- | ------ | ---------------- | ---------------- | ---------------- | --------------------- | --------------------- | --------------------- | ----- | ----- | ------ |
| Real Madrid C. F. "C" · España      | 3.ª F         | 2022-23       | 33    | 0     | 0      | ―                | ―                | ―                | ―                     | ―                     | ―                     | 33    | 0     | 0      |
| Real Madrid C. F. "C" · España      | Total club    | Total club    | 33    | 0     | 0      | 0                | 0                | 0                | 0                     | 0                     | 0                     | 33    | 0     | 0      |
| Real Madrid Castilla C. F. · España | 1.ª F         | 2023-24       | 34    | 0     | 0      | ―                | ―                | ―                | ―                     | ―                     | ―                     | 34    | 0     | 0      |
| Real Madrid Castilla C. F. · España | 1.ª F         | 2024-25       | 11    | 0     | 0      | ―                | ―                | ―                | ―                     | ―                     | ―                     | 11    | 0     | 0      |
| Real Madrid Castilla C. F. · España | Total club    | Total club    | 45    | 0     | 0      | 0                | 0                | 0                | 0                     | 0                     | 0                     | 45    | 0     | 0      |
| Real Madrid C. F. · España          | 1.ª           | 2024-25       | 23    | 0     | 1      | 8                | 0                | 0                | 10                    | 0                     | 1                     | 41    | 0     | 2      |
| Real Madrid C. F. · España          | Total club    | Total club    | 23    | 0     | 1      | 8                | 0                | 0                | 10                    | 0                     | 1                     | 41    | 0     | 2      |
| Total carrera                       | Total carrera | Total carrera | 101   | 0     | 1      | 8                | 0                | 0                | 10                    | 0                     | 1                     | 119   | 0     | 2      |

## Palmarés

### Títulos internacionales
| Título                           | Club              | Sede  | Año  |
| -------------------------------- | ----------------- | ----- | ---- |
| Copa Intercontinental de la FIFA | Real Madrid C. F. | Catar | 2024 |